# Temporada de tufões no Pacífico de 1974
A temporada de tufões no Pacífico de 1974 foi a primeira temporada registrada a não apresentar um supertufão equivalente à categoria 5 ; feito repetido posteriormente nas temporadas de 1977 e 2017. Mesmo assim, a temporada foi excessivamente ativa, com 32 tempestades tropicais e 16 tufões sendo desenvolvidos este ano. Não tem limites oficiais; durou o ano todo em 1974, mas a maioria dos ciclones tropicais tende a se formar no noroeste do Oceano Pacífico entre junho e dezembro. Essas datas delimitam convencionalmente o período de cada ano em que a maioria dos ciclones tropicais se forma no noroeste do Oceano Pacífico.
O escopo deste artigo é limitado ao Oceano Pacífico, ao norte do equador e a oeste da Linha Internacional de Data. As tempestades que se formam a leste da linha de data e ao norte do equador são chamadas de furacões; veja a temporada de furacões no Pacífico de 1974. As tempestades tropicais formadas em toda a bacia do Pacífico Ocidental receberam um nome do Joint Typhoon Warning Center. As depressões tropicais nesta bacia têm o sufixo "W" adicionado ao seu número. As depressões tropicais que entram ou se formam na área de responsabilidade das Filipinas recebem um nome da Administração de Serviços Atmosféricos, Geofísicos e Astronômicos das Filipinas ou PAGASA. Muitas vezes, isso pode resultar na mesma tempestade com dois nomes.

## Sistemas
35 depressões tropicais se formaram este ano no Pacífico Ocidental, das quais 32 se tornaram tempestades tropicais. 16 tempestades atingiram a intensidade do tufão e nenhuma atingiu a força do supertufão. Esta temporada é a mais recente sem supertufões.

### Tempestade Tropical Severa Wanda (Atang)
Uma perturbação tropical se desenvolveu em 8 de janeiro a sudoeste de Palau. No dia seguinte, o distúrbio foi atualizado para uma depressão tropical e uma tempestade tropical. Wanda atingiu seu pico de intensidade em 10 de janeiro como uma tempestade tropical de 105 km/h (65 mph). A tempestade foi então rebaixada para uma depressão tropical em 11 de janeiro. Wanda depois dissipou-se em 14 de janeiro.

### Tempestade Tropical Amy
A Tempestade Tropical Amy formou-se como um distúrbio tropical bem ao sul de Guam em 12 de março e se tornou uma depressão tropical no dia 14. Começou a virar à direita no final do dia 15 e seguia para nordeste no dia 17. Tornou-se uma tempestade tropical no mesmo dia. Transicionou para uma tempestade extratropical no dia 19 e se dissipou logo em seguida.

### Tempestade Tropical Severa Babe
A Tempestade Tropical Babe formou-se como um distúrbio a oeste de Chuuk em 25 de abril. Ele viajou para noroeste, tornando-se uma depressão tropical no dia 26 quando começou a virar para o norte. Passou a oeste de Guam e Saipã nos dias 27 e 28, antes de se tornar uma tempestade tropical no dia 29. Ele continuou para o norte, tornando-se extratropical em 1 de maio. Como uma tempestade extratropical, viajou para nordeste por alguns dias antes de se dissipar.

### Tufão Carla
O Tufão Carla foi observado pela primeira vez como um distúrbio perto da ilha de Pohnpei em 29 de abril. A perturbação viajou para noroeste nos quatro dias seguintes, evoluindo para uma tempestade tropical no dia 2. O centro de Carla passou por Tinian e Saipã no dia 3. A tempestade começou a virar para o norte mais tarde naquele dia. Tornou-se um tufão no dia 4. Atingiu a sua intensidade máxima - 965 mb de pressão central e ventos de 80 a 85 nós - no dia 5. Começou a enfraquecer sob cisalhamento intenso depois disso, tornando-se uma tempestade tropical novamente muito tarde naquele dia. Ele continuou na direção nordeste antes de ser absorvido por um sistema frontal no dia 6.

### Tufão Dinah (Bising)
Dinah, que se desenvolveu em 7 de junho, atingiu Lução no dia 10 com 130 km/h (80 mph). Ele continuou para noroeste, atingiu a ilha de Ainão, cruzou o Golfo de Tonkin e se dissipou sobre o Vietname do Norte. Dinah causou 73 vítimas (com 33 desaparecidos), com $ 3 milhões em danos às colheitas (1974 USD).

### Depressão Tropical 05W
5W durou dois dias e atingiu o sul da China.

### Tempestade Tropical Severa Emma (Klaring)
Emma ficou como uma tempestade tropical.

### Tempestade Tropical Freda
Freda atingiu o pico como uma tempestade tropical moderada.

### Tufão Gilda (Deling)
Quando a Tempestade Tropical Gilda, tendo enfraquecido de um pico de ventos de 160 km/h (100 mph), cruzados entre o Japão e a Coreia do Sul no início de julho, trouxe chuvas torrenciais e deslizamentos de terra, matando 128 pessoas (com 26 desaparecidos) e causando danos estimados em $ 1,5 bilhões (1974 USD).

### Tempestade Tropical Harriet (Gading)
Harriet não afetou a terra.

### Tufão Ivy (Iliang)
66 pessoas morreram quando o Tufão Ivy atingiu Lução em 20 de julho, um dia antes do Miss Universo 1974 ser realizado em Manila. Ele continuou para noroeste e atingiu o sudeste da China 2 dias depois.

### Tempestade Tropical Severa Jean (Heling)
Jean permaneceu fraco.

### Tempestade Tropical Severa Kim
Kim recurvou.

### Depressão Tropical Loleng
Foi reconhecido apenas pela PAGASA.

### Tempestade Tropical Lucy (Miding)
Lucy atingiu a China.

### Tufão Mary
O vale das monções gerou uma depressão tropical em 10 de agosto. Ele seguiu para o nordeste, depois virou para o noroeste, onde se tornou uma tempestade tropical no dia 11. Um rebocador puxando o RMS Caronia para Taiwan foi vencido pelo clima ao buscar abrigo em Guam e soltou o Caronia, que foi empurrado contra o quebra-mar na entrada do porto de Apra em 12 de agosto, bloqueando todo o tráfego de navios. A aparência de Mary se assemelhava a um ciclone extratropical devido ao cisalhamento vertical e, à medida que a cordilheira foi construída sobre o Japão, Mary virou mais para o oeste. As condições eram favoráveis o suficiente para Mary atingir a força do tufão no dia 18, mas enfraqueceu para uma tempestade tropical antes de atingir o nordeste da China no dia 19. Um sistema de alta pressão sobre a China forçou a agora Depressão Tropical Mary para o sudeste, onde se fortaleceu novamente em uma tempestade tropical no dia 24. A tempestade virou para o nordeste, tornando-se brevemente um tufão novamente no dia 25 antes de enfraquecer. Mary atingiu o Japão no dia 26 e se dissipou logo em seguida. 3 pessoas morreram na esteira de Mary, com danos moderados.

### Depressão Tropical 16W
16W foi apenas uma depressão tropical e também atingiu a Tailândia por um breve momento.

### Tempestade Tropical Severa Nadine (Norming)
Nadine não atingiu a costa.

### Depressão Tropical 20W
20W atingiu a China.

### Tempestade Tropical Severa Rose (Oyang)
Rose não atingiu a terra.

### Tufão Polly
Polly atingiu o Japão e o norte da China.

### Tufão Shirley (Pasing)
Shirley foi um tufão mínimo.

### Tempestade Tropical Trix
Trix atingiu a China.

### Tufão Virginia
Virginia não atingiu a terra.

### Tempestade Tropical Severa Wendy (Ruping)
Wendy chegou perto de Taiwan e das Filipinas.

### Tufão Agnes
Agnes ficou longe da terra.

### Tufão Bess (Susang)
O tufão Bess cruzou o norte de Lução em 10 de outubro, cruzou o Mar da China Meridional e atingiu a ilha de Ainão no dia 13. Bess continuou para o oeste e se dissipou sobre o Vietnã do Norte no dia 14. A tempestade despejou fortes chuvas em seu caminho, causando 26 mortes (com 3 desaparecidos) e $ 9,2 milhões (1974 USD) em danos. O nome Bess foi aposentado após esta temporada.

### Tufão Carmen (Tering)
O Tufão Carmen atingiu Lução em 16 de outubro, poucos dias após a chegada de Bess. Ele continuou para o noroeste, atingiu o sudeste da China, virou para o sul e se dissipou no dia 20. O tufão Carmen causou ventos fortes em Hong Kong e 25 mortes, com danos estimados em US$ 13 milhões (1974 USD).

### Tufão Della (Uding)
Della passou perto das Filipinas.

### Tufão Elaine (Wening)
23 vítimas e $ 21 milhões em danos podem ser atribuídos a ao Tufão Elaine 180 km/h (110 mph) que atingiu o norte de Lução em 27 de outubro.

### Tempestade Tropical Severa Faye (Yaning)
Faye atingiu as Filipinas e a Tailândia.

### Tufão Gloria (Aning)
Glorida mudou-se para a costa das Filipinas e atingiu como um tufão .

### Tempestade Tropical Hester
Hester formou-se no Mar da China Meridional.

### Tufão Irma (Bidang)
O último dos 8 tufões do ano a atingir as Filipinas atingiu a costa em 28 de novembro como um tufão 160 km/h (100 mph). Irma, uma vez a 210 km/h (130 mph), enfraquecido sobre as ilhas e reforçado em um tufão no Mar da China Meridional. Ele virou para o norte e atingiu o sul da China como uma tempestade tropical enfraquecida em 2 de dezembro, a última data para o desembarque de uma tempestade tropical na China. Irma matou 11 pessoas e causou $ 7,3 milhões em danos (1974 USD).

### Tempestade Tropical Judy (Kading)
Judy se desenvolveu no Mar da China Meridional.

### Tempestade Tropical Kit (Delang)
Kit desenvolveu-se em 18 de dezembro no Pacífico aberto. Ao atingir as Filipinas, o sistema enfraqueceu para uma depressão tropical. A tempestade se intensificou para uma tempestade tropical no Mar da China Meridional antes de se dissipar em 24 de dezembro.

## Nomes das tempestades
Durante a temporada, 32 ciclones tropicais nomeados se desenvolveram no Pacífico Ocidental e foram nomeados pelo Joint Typhoon Warning Center, quando foi determinado que eles se tornaram tempestades tropicais. Esses nomes foram contribuídos para uma lista revisada no final de 1950.
| Wanda | Amy     | Babe | Carla    | Dinah | Emma  | Freda | Gilda  | Harriet | Ivy    | Jean | Kim    | Lucy   | Marie | Nadine | Polly |
| Rose  | Shirley | Trix | Virgínia | Wendy | Agnes | Bess  | Carmen | Della   | Elaine | Faye | Gloria | Hester | Irma  | Judy   | Kit   |

O nome Olive desta lista foi usado para uma tempestade que se formou no Pacífico Central.

### Filipinas
| Akang          | Bising | Klaring | Deling | Emang                              |
| Gading         | Heling | Iliang  | Loleng | Miding                             |
| Norming        | Oyang  | Pasing  | Ruping | Susang                             |
| Tering         | Uding  | Wening  | Yaning |                                    |
| Lista auxiliar |        |         |        |                                    |
|                |        |         |        | Aning                              |
| Bidang         | Kading | Delang  | Esang  | Garding (sem usar) (sem ser usado) |

A Administração de Serviços Atmosféricos, Geofísicos e Astronômicos das Filipinas usa seu próprio esquema de nomenclatura para ciclones tropicais em sua área de responsabilidade. A PAGASA atribui nomes às depressões tropicais que se formam dentro de sua área de responsabilidade e a qualquer ciclone tropical que possa se mover para dentro de sua área de responsabilidade. Caso a lista de nomes para um determinado ano se revele insuficiente, os nomes são retirados de uma lista auxiliar, os primeiros 6 dos quais são publicados todos os anos antes do início da temporada. Os nomes não retirados desta lista serão usados novamente na temporada de 1978. Esta é a mesma lista usada para a temporada de 1970. A PAGASA usa seu próprio esquema de nomenclatura que começa no alfabeto filipino moderno, com nomes femininos filipinos terminando com "ng" (A, B, K, D, etc. ). Os nomes que não foram atribuídos/vai usar são marcados em cinza.
Devido a um impacto extremo nas Filipinas, a PAGASA posteriormente aposentou o nome Wening e foi substituído por Weling na temporada de 1978.

## Efeitos sazonais
Esta tabela listará todas as tempestades que se desenvolveram no noroeste do Oceano Pacífico a oeste da Linha Internacional de Data e ao norte do equador durante 1974. Incluirá sua intensidade, duração, nome, áreas afetadas, mortes e danos totais. Os valores de classificação e intensidade serão baseados em estimativas realizadas pela JMA, JTWC e/ou PAGASA. As velocidades máximas do vento estão em padrões sustentados de um minuto, a menos que indicado de outra forma. Todos os números de danos serão em 1974 USD. Danos e mortes de uma tempestade incluirão quando a tempestade foi uma onda precursora ou uma baixa extratropical.
| Nome                | Datas ativo                           | Classificação máxima       | Velocidade de vento sustentados | Pressão               | Áreas afetadas                                      | Danos (USD)     | Fatalidades  | Refs |
| ------------------- | ------------------------------------- | -------------------------- | ------------------------------- | --------------------- | --------------------------------------------------- | --------------- | ------------ | ---- |
| Wanda (Atang)       | 8 – 14 de janeiro                     | Tempestade tropical severa | 100 km/h (65 mph)               | 992 hPa (29.29 inHg)  | Ilhas Marianas                                      | Nenhum          | Nenhum       |      |
| Amy                 | 12 – 20 de março                      | Tempestade tropical        | 100 km/h (65 mph)               | 992 hPa (29.29 inHg)  | Ilhas Carolinas, Ilhas Marianas                     | Nenhum          | Nenhum       |      |
| Babe                | 25 de abril – 3 de maio               | Tempestade tropical severa | 110 km/h (70 mph)               | 985 hPa (29.09 inHg)  | Ilhas Marianas                                      | Nenhum          | Nenhum       |      |
| Carla               | 1 – 7 de maio                         | Tufão                      | 150 km/h (90 mph)               | 965 hPa (28.50 inHg)  | Ilhas Marianas                                      | Nenhum          | Nenhum       |      |
| TD                  | 18 – 19 de maio                       | Depressão tropical         | Não definido                    | 1004 hPa (29.65 inHg) | Ilhas Carolinas                                     | Nenhum          | Nenhum       |      |
| TD                  | 21 – 23 de maio                       | Depressão tropical         | Não definido                    | 1006 hPa (29.71 inHg) | Palau                                               | Nenhum          | Nenhum       |      |
| Dinah (Bising)      | 5 – 14 de junho                       | Tufão                      | 130 km/h (80 mph)               | 965 hPa (28.50 inHg)  | Filipinas, China meridional                         | $3 000 000      | 73           |      |
| 05W                 | 6 – 8 de junho                        | Depressão tropical         | 55 km/h (35 mph)                | 1000 hPa (29.53 inHg) | China meridional                                    | Nenhum          | Nenhum       |      |
| Emma (Klaring)      | 12 – 19 de junho                      | Tempestade tropical severa | 110 km/h (70 mph)               | 990 hPa (29.23 inHg)  | Ilhas Ryukyu                                        | Nenhum          | Nenhum       |      |
| Freda               | 17 – 23 de junho                      | Tempestade tropical        | 85 km/h (50 mph)                | 990 hPa (29.23 inHg)  | Nenhum                                              | Nenhum          | Nenhum       |      |
| Gilda (Deling)      | 26 de junho – 8 de julho              | Tufão                      | 165 km/h (105 mph)              | 945 hPa (27.91 inHg)  | Ilhas Ryukyu, Coreia do Sul, Japão                  | $1 500 000 000  | 128          |      |
| Emang               | 5 de julho – 10                       | Depressão tropical         | 55 km/h (35 mph)                | 1000 hPa (29.53 inHg) | Nenhum                                              | Nenhum          | Nenhum       |      |
| Harriet (Gading)    | 13 – 20 de julho                      | Tempestade tropical        | 85 km/h (50 mph)                | 996 hPa (29.41 inHg)  | Nenhum                                              | Nenhum          | Nenhum       |      |
| Ivy (Iliang)        | 14 – 21 de julho                      | Tufão                      | 175 km/h (110 mph)              | 950 hPa (28.05 inHg)  | Filipinas, China meridional                         | Desconhecido    | 66           |      |
| Jean (Heling)       | 17 – 21 de julho                      | Tempestade tropical severa | 85 km/h (50 mph)                | 994 hPa (29.35 inHg)  | Taiwan, China Oriental                              | Nenhum          | Nenhum       |      |
| Kim                 | 22 – 24 de julho                      | Tempestade tropical severa | 95 km/h (60 mph)                | 990 hPa (29.23 inHg)  | Nenhum                                              | Nenhum          | Nenhum       |      |
| TD                  | 26 – 27 de julho                      | Depressão tropical         | Não definido                    | 1006 hPa (29.71 inHg) | Nenhum                                              | Nenhum          | Nenhum       |      |
| TD                  | 1 – 3 de agosto                       | Depressão tropical         | Não definido                    | 1006 hPa (29.71 inHg) | Nenhum                                              | Nenhum          | Nenhum       |      |
| Loleng              | 4 – 8 de agosto                       | Depressão tropical         | 55 km/h (35 mph)                | 1004 hPa (29.65 inHg) | Filipinas                                           | Nenhum          | Nenhum       |      |
| Lucy (Miding)       | 7 – 12 de agosto                      | Tempestade tropical        | 85 km/h (50 mph)                | 996 hPa (29.41 inHg)  | Nenhum                                              | Nenhum          | Nenhum       |      |
| TD                  | 7 – 10 de agosto                      | Depressão tropical         | Não definido                    | 1004 hPa (29.65 inHg) | Nenhum                                              | Nenhum          | Nenhum       |      |
| TD                  | 8 – 9 de agosto                       | Depressão tropical         | Não definido                    | 1000 hPa (29.53 inHg) | Taiwan                                              | Nenhum          | Nenhum       |      |
| TD                  | 9 de agosto                           | Depressão tropical         | Não definido                    | 1004 hPa (29.65 inHg) | Nenhum                                              | Nenhum          | Nenhum       |      |
| TD                  | 10 – 12 de agosto                     | Depressão tropical         | Não definido                    | 996 hPa (29.41 inHg)  | Ilhas Marianas                                      | Nenhum          | Nenhum       |      |
| TD                  | 10 – 14 de agosto                     | Depressão tropical         | Não definido                    | 996 hPa (29.41 inHg)  | Ilhas Marianas                                      | Nenhum          | Nenhum       |      |
| TD                  | 10 – 12 de agosto                     | Depressão tropical         | Não definido                    | 1000 hPa (29.53 inHg) | Nenhum                                              | Nenhum          | Nenhum       |      |
| Mary                | 11 – 27 de agosto                     | Tufão                      | 175 km/h (110 mph)              | 950 hPa (28.05 inHg)  | Ilhas Marianas, China Oriental, Ilhas Ryukyu, Japão | Desconhecido    | 3            |      |
| 16W                 | 13 – 16 de agosto                     | Depressão tropical         | 55 km/h (35 mph)                | 992 hPa (29.29 inHg)  | Vietname, Laos, Tailândia                           | Nenhum          | Nenhum       |      |
| Nadine (Norming)    | 15 – 18 de agosto                     | Tempestade tropical severa | 95 km/h (60 mph)                | 980 hPa (28.94 inHg)  | Nenhum                                              | Nenhum          | Nenhum       |      |
| TD                  | 20 – 21 de agosto                     | Depressão tropical         | Não definido                    | 992 hPa (29.29 inHg)  | Nenhum                                              | Nenhum          | Nenhum       |      |
| Rose (Oyang)        | 24 de agosto – 1 de setembro          | Tempestade tropical severa | 95 km/h (60 mph)                | 985 hPa (29.09 inHg)  | Taiwan, Ilhas Ryukyu                                | Nenhum          | Nenhum       |      |
| Polly               | 25 de agosto – 5 de setembro          | Tufão                      | 175 km/h (110 mph)              | 945 hPa (27.91 inHg)  | Ilhas Marianas, Japão                               | Desconhecido    | Desconhecido |      |
| 20W                 | 26 – 29 de agosto                     | Depressão tropical         | 55 km/h (35 mph)                | 994 hPa (29.35 inHg)  | Ilhas Ryukyu                                        | Nenhum          | Nenhum       |      |
| TD                  | 28 – 29 de agosto                     | Depressão tropical         | Não definido                    | 1010 hPa (29.83 inHg) | Nenhum                                              | Nenhum          | Nenhum       |      |
| TD                  | 31 de agosto – 1 de setembro          | Depressão tropical         | Não definido                    | 1008 hPa (29.77 inHg) | Nenhum                                              | Nenhum          | Nenhum       |      |
| Shirley (Pasing)    | 2 – 11 de setembro                    | Tufão                      | 140 km/h (85 mph)               | 970 hPa (28.64 inHg)  | Ilhas Ryukyu, Japão                                 | Desconhecido    | Desconhecido |      |
| TD                  | 3 – 5 de setembro                     | Depressão tropical         | Não definido                    | 1002 hPa (29.59 inHg) | Japão                                               | Nenhum          | Nenhum       |      |
| Trix                | 4 – 8 de setembro                     | Tempestade tropical        | 75 km/h (45 mph)                | 990 hPa (29.23 inHg)  | China meridional                                    | Nenhum          | Nenhum       |      |
| TD                  | 9 – 10 de setembro                    | Depressão tropical         | Não definido                    | 1008 hPa (29.77 inHg) | Nenhum                                              | Nenhum          | Nenhum       |      |
| Virgínia            | 10 – 16 de setembro                   | Tufão                      | 140 km/h (85 mph)               | 970 hPa (28.64 inHg)  | Nenhum                                              | Nenhum          | Nenhum       |      |
| TD                  | 10 – 16 de setembro                   | Depressão tropical         | Não definido                    | 1006 hPa (29.71 inHg) | Filipinas                                           | Nenhum          | Nenhum       |      |
| TD                  | 14 de setembro                        | Depressão tropical         | Não definido                    | 1008 hPa (29.77 inHg) | Nenhum                                              | Nenhum          | Nenhum       |      |
| TD                  | 18 – 19 de setembro                   | Depressão tropical         | Não definido                    | 1006 hPa (29.71 inHg) | Filipinas                                           | Nenhum          | Nenhum       |      |
| Wendy (Ruping)      | 19 de setembro – 2 de outubro         | Tempestade tropical severa | 110 km/h (70 mph)               | 985 hPa (29.09 inHg)  | Filipinas, Taiwan, Ilhas Ryukyu                     | Nenhum          | Nenhum       |      |
| Agnes               | 21 de setembro – 3 de outubro         | Tufão                      | 195 km/h (120 mph)              | 960 hPa (28.35 inHg)  | Nenhum                                              | Nenhum          | Nenhum       |      |
| Bess (Susang)       | 7 – 14 de outubro                     | Tufão                      | 120 km/h (75 mph)               | 975 hPa (28.79 inHg)  | Filipinas, China meridional, Vietname               | $9 200 000      | 32           |      |
| Carmen (Tering)     | 12 – 20 de outubro                    | Tufão                      | 140 km/h (85 mph)               | 975 hPa (28.79 inHg)  | Filipinas, China meridional                         | $13 000 000     | 25           |      |
| Della (Uding)       | 18 – 27 de outubro                    | Tufão                      | 165 km/h (105 mph)              | 960 hPa (28.35 inHg)  | Filipinas, China meridional, Vietname               | Desconhecido    | Desconhecido |      |
| Elaine (Wening)     | 22 – 31 de outubro                    | Tufão                      | 175 km/h (110 mph)              | 940 hPa (27.76 inHg)  | Filipinas, China meridional                         | $21 000 000     | 23           |      |
| Faye (Yaning)       | 30 de outubro – 5 de dezembro         | Tempestade tropical severa | 100 km/h (65 mph)               | 985 hPa (29.09 inHg)  | Filipinas, Indochina                                | Nenhum          | Nenhum       |      |
| Gloria (Aning)      | 2 – 11 de novembro                    | Tufão                      | 220 km/h (140 mph)              | 930 hPa (27.46 inHg)  | Filipinas                                           | Desconhecido    | Desconhecido |      |
| Hester              | 12 – 15 de novembro                   | Tempestade tropical        | 65 km/h (40 mph)                | 1000 hPa (29.53 inHg) | Vietname                                            | Nenhum          | Nenhum       |      |
| Irma (Bidang)       | 21 de dezembro – 3 de dezembro        | Tufão                      | 215 km/h (130 mph)              | 940 hPa (27.76 inHg)  | Filipinas, China meridional                         | $7 300 000      | 11           |      |
| Judy (Kading)       | 14 – 19 de dezembro                   | Tempestade tropical        | 75 km/h (45 mph)                | 1000 hPa (29.53 inHg) | Filipinas, Vietname                                 | Nenhum          | Nenhum       |      |
| Kit (Delang)        | 18 – 24 de dezembro                   | Tempestade tropical        | 75 km/h (45 mph)                | 996 hPa (29.41 inHg)  | Filipinas                                           | Nenhum          | Nenhum       |      |
| Totais da temporada |                                       |                            |                                 |                       |                                                     |                 |              |      |
| 55 sistemas         | 8 de janeiro – 24 de dezembro de 1974 |                            | 220 km/h (140 mph)              | 930 hPa (27.46 inHg)  |                                                     | >$1 553 500 000 | >361         |      |